# Arthur Nory Mariano
Arthur Nory Oyakawa Mariano (Campinas, 18 de setembro de 1993) é um atleta de ginástica artística brasileiro, competindo no individual geral. Atualmente faz parte do Clube Pinheiros e da Seleção Brasileira de Ginástica Artística. Foi medalhista de bronze no solo nas Olimpíadas Rio 2016 , prata no individual geral nos Jogos Pan-Americanos 2019 em Lima no Peru e campeão mundial em Stuttgart 2019.

## Biografia
Nory sempre foi apaixonado por esportes, nasceu em Campinas, num lar de esportistas, a mãe (Nadna Oyakawa) foi nadadora e o pai (Roberto Mariano), judoca. Começou cedo, aos seis anos, sob influência do pai, ingressou no judô no Palmeiras, chegou a até ser faixa laranja (sexta graduação). Graças aos exemplos de Diego Hypólito e Daiane dos Santos, descobriu sua paixão pela ginástica aos 10 anos (2004). Com relação ao apoio familiar no esporte, quando seus pais se separaram, sua mãe (Nadna) dava aulas de educação física e Nory falou para ela sobre a sua vontade de praticar ginástica, tendo seu apoio. O apoio do pai (Roberto) só aconteceu após conversa com o técnico e psicóloga, vendo que seu filho tinha potencial. Decidiu então mudar de modalidade, foi para o Clube "Pelezão", da Prefeitura de São Paulo, mas seu pai o instigou a não abandonar o judô, queria que o filho fosse faixa preta (décima graduação). Aos 11, trocou de clube, viu que não tinha mais como crescer no clube municipal, fez um teste para o Esporte Clube Pinheiros e passou. Arthur ficou um ano nos dois esportes, mas resolveu dedicar-se inteiramente a ginástica, no individual geral que contempla seis modalidades (solo, salto, barra fixa, paralelas, argolas e cavalo com alças) demandando uma dedicação maior, com 7 horas de treinos diários.
Em julho de 2016 foi incorporado pelo Comando da Aeronáutica (COMAER) como um dos novos 34 sargentos no Programa de Atletas de Alto Rendimento. Desta forma, passa a possuir a graduação de Terceiro-Sargento, integrando o Quadro de Sargentos da Reserva de 2ª Classe Convocados. Os militares atletas representam as Forças Armadas do Brasil em torneios desportivos militares nacionais e internacionais.
Sua dedicação e esforço deram frutos: foi 2º lugar na Copa do Mundo, na categoria individual geral e 4º lugar em salto nos Jogos da Juventude. Atualmente é o 4º no ranking mundial na modalidade Barra Fixa e 3º no solo nos Jogos Olímpicos Rio 2016.

### 2016: Olimpíadas do Rio
As Olimpíadas Rio 2016 foram as primeiras na história em que Brasil teve as duas equipes (masculina e feminina) completas em uma Olimpíada. Esse fato é considerado algo importantíssimo para a Ginástica brasileira, pois enalteceu o esporte no país, ainda mais com os resultados positivos alcançados.
Os convocados para a seleção foram: Arthur Mariano (Nory), Arthur Zanetti (conseguiu prata nas argolas), Diego Hypólito (conseguiu prata no solo), Francisco Barretto Júnior e Sérgio Sasaki. Caio Souza e Lucas Bitencourt foram os ginastas reservas. Os técnicos foram: Cristiano Albino, Marcos Goto e Renato Araújo, os Chefes de equipe foram Leonardo Finco e o Árbitro era Robson Caballero.
Com apenas 22 anos, Nory competiu com veteranos, conseguiu uma classificação para a final de solo mesmo tendo alcançado o 9º lugar, por causa do regulamento que só permitia que dois atletas de um mesmo país competissem numa mesma modalidade, ou seja, entre os oito primeiros na eliminatória, havia três japoneses, assim, Nory conseguiu a passagem para a sonhada medalha olímpica. Na final, ele e Diego Hypólito superaram o japonês Kenzo Shirai, atual campeão mundial e tido como o favorito para a prova, ele errou e ficou fora do pódio. Diego Hypólito conseguiu a medalha de prata com 15.533. O ouro ficou com o britânico Max Whitlock, 15.633. Nory fez uma apresentação sólida: 15.433 e contou com erros dos rivais para garantir o bronze.
Além do bronze, nas finais, Nory alcançou os seguintes resultados: 6º lugar por Equipes Geral Masculino (nota: 263,728) e 17º no individual geral masculino (nota: 87,331).
As Olimpíadas Rio 2016 trouxeram muitos frutos para carreira de Nory. Além do bronze, Nory ganhou mais visibilidade em sua principal rede social, tendo um aspecto positivo para a sua carreira e a para a Ginástica Brasileira (são quase dois milhões de seguidores no Instagram) e ainda foi homenageado juntamente com Diego Hypólito pela Prefeitura do Rio, com a construção de duas escolas: Escola Municipal Ginásio Medalhista Olímpico Diego Matias Hypólito e o Espaço de Desenvolvimento Infantil (EDI) Medalhista Olímpico Arthur Nory Oyakawa Mariano. O Espaço de Desenvolvimento atenderá 300 crianças.

#### Terceiro sargento da Aeronáutica
Um fato que gerou bastante polêmica foi vários atletas prestarem continência no pódio, como foi o caso de Arthur Nory e de outros atletas militares (68% dos medalhistas olímpicos brasileiros).
Nory, assim como os demais atletas militares, participa do Programa Atleta de Alto Rendimento das Forças Armadas, criado em 2008 e por estar inserido nesse programa, ganhou o título de Terceiro-Sargento das Forças armadas. Esse título é uma honraria e não tem relação com práticas militares. Na prática o atleta recebe treinamento militar por 45 dias, uma bolsa mensal (cerca de 3.200 reais brutos), seguro médico e direito de usar as instalações do Exército, Marinha ou Aeronáutica.
O apoio foi agradecido por Nory que quando ganhou o bronze disse "Agora é comemorar com as pessoas que sempre estiveram perto, que de fato acreditaram em mim."
A maior crítica não é com relação as Forças Armadas, mas a falta de interesse do governo federal em apoiar os atletas brasileiros: “O protagonismo das Forças Armadas nestes Jogos é um sinal da deficiência que o Brasil tem para manter, desenvolver e sustentar seus atletas. Como não há condições para fortalecer as estruturas que formam esses atletas, especialmente os clubes, os militares acabam ocupando esse espaço”, avalia Pedro Trengrouse, professor da FGV-Rio de Aperfeiçoamento em Gestão de Esportes.
No feriado de 7 de Setembro de 2016, Nory foi convidado pela Aeronáutica para participar do desfile em Brasília. Como Terceiro-Sargento ele conduziu uma tocha com o Fogo Simbólico junto com outros atletas militares e da Guarda de Honra.

## Caso de racismo
Em 15 de maio de 2015, Arthur Nory Mariano, Fellipe Arakawa e Henrique Flores, apareceram em um vídeo divulgado na rede social Snapchat de Mariano, dando declarações consideradas racistas quanto ao também atleta da seleção brasileira de ginástica artística, Ângelo Assumpção. Posteriormente, devido a repercussão, Mariano publicou um vídeo no Instagram dizendo que tudo não passava de uma "brincadeira" e que estava arrependido.
A Confederação Brasileira de Ginástica emitiu uma nota dizendo que repudia "qualquer forma de racismo" e comprometendo-se a apurar a situação. No dia 20, a organização decidiu que os atletas envolvidos no vídeo seriam "afastados por 30 dias ou até a decisão final" - onde os atletas foram impedidos de participar de eventos nacionais e internacionais e tiveram suas bolsas e incentivos financeiros suspensos, e encaminhou o caso para o Superior Tribunal de Justiça Desportiva. Seis dias depois, todos os ginastas foram ouvidos e tiveram suas versões dos fatos registrados. Na saída, Ângelo distribuiu abraços aos companheiros da Seleção Brasileira, e foi embora com um membro da comissão técnica.
A audiência do processo ocorreu em 4 de junho de 2016, na sede do Superior Tribunal de Justiça Desportiva, no Rio de Janeiro. Durante o depoimento, os ginastas admitiram que a brincadeira havia sido infeliz, e afirmaram não ter a intenção de ofender Ângelo Assumpção. A procuradora Adriana Soli, então, encaminhou o pedido de arquivamento do processo à presidência do STJD, que acabou acatando o pedido. Durante evento de um dos seus patrocinadores, em julho de 2016, Assumpção disse que foi impedido de falar sobre o assunto, por ordens da Confederação Brasileira de Ginástica, mas que "o relacionamento com os atletas ainda está mexido. Principalmente, com quem causou tudo isso que foi o Arthur Nory. Ele era meu amigo há mais de 10 anos, sempre soube que não poderia ter me exposto daquela maneira. O vídeo que ele (Arthur) fez foi a gota d’água. Depois, ainda achou tudo normal. Não acatei por completo a desculpa dele. O convívio continua, somos companheiros de clube e de seleção (Pinheiros-SP), mas a amizade não é a mesma", disse. Sobre os demais atletas, Assumpção afirmou que "não fiquei tão magoado. Nos conhecemos há cinco anos e sei que foi um caso isolado. Mas com o Arthur eu sei que não foi bem assim. Ele sempre passou dos limites, me pedia desculpas, mas nunca mostrou uma mudança de atitude. Sempre voltou a fazer as mesmas brincadeiras". Até hoje, Maria Luciene, presidente da Confederação Brasileira de Ginástica, não se pronunciou sobre o caso. Assumpção diz que por ser uma "situação que eu estava acostumado a lidar (...) preferiram me blindar. Eles (a CBG) não queriam que eu falasse".
Durante os Jogos Olímpicos Rio 2016, Arthur Mariano disse, em entrevista que "tem momentos na vida em que todo mundo comete um erro. Eu cometi realmente um erro. Mas realmente estou arrependido. Sofri muito e sofro até hoje. Nada de patrocínio. Foi realmente uma fatalidade. O perdão do meu amigo eu já tive, somos uma família. A gente amadurece com os erros. É aprender aquilo e nunca mais repetir, crescer como pessoa e dar o melhor como pessoa."

## Principais resultados
| Ano  | Evento                                    | AA               | Equipe            | Solo              | Cavalo com alças | Argolas | Salto sobre o cavalo | Barras paralelas | Barra fixa       |
| ---- | ----------------------------------------- | ---------------- | ----------------- | ----------------- | ---------------- | ------- | -------------------- | ---------------- | ---------------- |
| 2010 | Jogos Olímpicos da Juventude              |                  |                   |                   |                  |         | 4º                   |                  |                  |
| 2013 | Copa do Mundo - Doha                      |                  |                   | Medalha de prata  |                  |         |                      |                  |                  |
| 2013 | Copa do Mundo - Anadia                    |                  |                   | 4º                |                  |         |                      |                  |                  |
| 2014 | Campeonato Mundial de Ginástica Artística | 21º              | 6º                |                   |                  |         |                      |                  |                  |
| 2015 | Jogos Pan-Americanos                      |                  | Medalha de prata  | 5º                |                  |         | 7º                   |                  | 8º               |
| 2015 | Copa do Mundo - Osijek                    |                  |                   |                   |                  |         |                      |                  | Medalha de ouro  |
| 2015 | Campeonato Mundial de Ginástica Artística | 12º              | 8º                |                   |                  |         |                      |                  | 4º               |
| 2016 | Copa do Mundo - Glasgow                   | Medalha de prata |                   |                   |                  |         |                      |                  |                  |
| 2016 | Copa do Mundo - Stuttgart                 |                  | Medalha de bronze |                   |                  |         |                      |                  |                  |
| 2016 | Copa do Mundo - São Paulo                 |                  |                   | 8º                |                  |         | Medalha de ouro      |                  | 5º               |
| 2016 | Jogos Olímpicos\|                         | 17º              | 6º                | Medalha de bronze |                  |         |                      |                  |                  |
| 2017 | Copa do Mundo - Varna                     |                  |                   | Medalha de bronze |                  |         |                      |                  |                  |
| 2019 | Jogos Pan-Americanos                      | Medalha de prata | Medalha de ouro   | 4º                |                  |         |                      |                  | Medalha de prata |
| 2019 | Campeonato Mundial de Ginástica Artística |                  |                   |                   |                  |         |                      |                  | Medalha de ouro  |
| 2023 | Copa do Mundo - Osijek                    |                  |                   |                   |                  |         |                      |                  | Medalha de prata |
| 2023 | Jogos Pan-Americanos                      | 9°               | Medalha de bronze | Medalha de prata  |                  |         | Medalha de prata     |                  | Medalha de ouro  |